# Тапираи (Сан-Паулу)
Тапираи (порт. Tapiraí)  —  муниципалитет в Бразилии, входит в штат Сан-Паулу. Составная часть мезорегиона Макрорегион агломерации Сан-Паулу. Находится в составе крупной городской агломерации . Входит в экономико-статистический  микрорегион Пьедади. Население составляет 10 666 человек на 2006 год. Занимает площадь 755,293 км². Плотность населения — 14,1 чел./км².

## История
Город основан 19 февраля 1959 года.

## Статистика
- Валовой внутренний продукт на 2004 составляет 46.924.000 реалов (данные: Бразильский институт географии и статистики).
- Валовой внутренний продукт на душу населения на 2004 составляет 4.677,79 реалов (данные: Бразильский институт географии и статистики).
- Индекс развития человеческого потенциала на 2000 составляет 0,738 (данные: Программа развития ООН).

## География
Климат местности: субтропический. В соответствии с классификацией Кёппена, климат относится к категории Cfa.

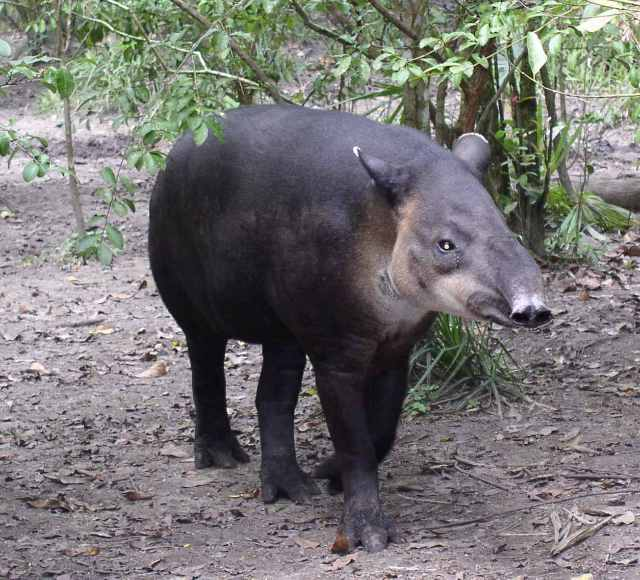